# 6-嘌呤基氨基甲酸叔丁酯
6-嘌呤基氨基甲酸叔丁酯是一种有机化合物，化学式为C10H13N5O2。它可由腺嘌呤和二碳酸二叔丁酯反应制得。在三乙胺存在下，它和溴丙酮于乙腈中加热反应，可以得到9-(2-氧代丙基)-6-嘌呤基氨基甲酸叔丁酯。